# Aeroportul Banff
Aeroportul Banff (IATA: YBA, ICAO: CYBA) este un aeroport din Alberta, Canada.
Situat la o altitudine de 1.397 m, aeroportul dispune de o singură pistă. Este operat de Parks Canada⁠(d).